# IZombie
iZombie è una serie televisiva statunitense creata da Rob Thomas e Diane Ruggiero e trasmessa dall'emittente The CW dal 17 marzo 2015 al 1º agosto 2019 per cinque stagioni.
È un adattamento parziale della serie a fumetti omonima di Chris Roberson e Mike Allred, pubblicata dall'imprint Vertigo della DC Comics. La protagonista è Olivia Moore (Rose McIver), una studentessa di medicina diventata zombie, che si ritrova a lavorare come assistente in un obitorio e aiuta la polizia a risolvere i casi di omicidio, grazie alla sua abilità di assorbire i ricordi dei cervelli di cui si nutre.
In Italia la serie è andata in onda dal 4 novembre 2015 sul canale pay-per-view Premium Action, mentre in chiaro è stata trasmessa su La5 dal 1º dicembre 2016.

## Trama
Olivia Moore, detta Liv, è una studentessa modello presso una facoltà universitaria di medicina a Seattle. Un giorno, durante una festa, è vittima di un attacco zombi e, dopo essere stata graffiata, si trasforma in morto vivente. Determinata a restare il più umana possibile, cerca di continuare la propria vita; lascia il fidanzato e, per potersi nutrire, si fa assumere presso un centro di medicina legale, gestito dal dottor Ravi Chakrabarti, in modo da avere accesso ai corpi di vari defunti.
Cibandosi dei loro cervelli, inoltre, scopre di acquisirne memorie e abilità, anche se solo fino a quando non si nutre di un nuovo individuo. Fingendosi una sensitiva, sfrutta quindi tale capacità per dare un nuovo senso alla sua condizione e aiutare l’investigatore Clive Babineaux a risolvere i casi delle loro morti.

## Episodi
| Stagione         | Episodi | Prima TV USA | Prima TV Italia |
| ---------------- | ------- | ------------ | --------------- |
| Prima stagione   | 13      | 2015         | 2015            |
| Seconda stagione | 19      | 2015-2016    | 2016-2017       |
| Terza stagione   | 13      | 2017         | 2017            |
| Quarta stagione  | 13      | 2018         | 2018            |
| Quinta stagione  | 13      | 2019         | 2019            |

## Personaggi e interpreti

### Personaggi principali
- Olivia Moore (stagioni 1-5), interpretata da Rose McIver, doppiata da Letizia Ciampa.
Detta Liv, è la protagonista della serie, una studentessa di medicina trasformatasi in una zombie dopo essere stata attaccata ad una festa su una barca da persone sotto effetto di una nuova droga chiamata Utopium. Lavora in uno studio di medicina legale per poter mangiare i cervelli umani di cui ha bisogno per saziare la sua fame e mantenere il suo lato umano; assorbe i ricordi dei cervelli che mangia e usa questa sua abilità per aiutare la polizia nei casi di omicidio. Se non si nutre, diviene gradualmente meno intelligente. Quando raggiunge la cosiddetta "Modalità Zombie Completa" i suoi occhi diventano rossi e la sua forza aumenta considerevolmente; il cambiamento avviene in condizioni di stress intenso (o fame) e lo zombie ha poco controllo su di essa. Si è laureata all'Università di Washington.
- Clive Babineaux (stagioni 1-5), interpretato da Malcolm Goodwin, doppiato da Fabrizio Manfredi.
Un detective di Seattle appena trasferito dalla buon costume alla omicidi, si fa aiutare da Liv per risolvere i casi di omicidio e viene tenuto all'oscuro del segreto della giovane, che afferma di essere una sensitiva. Alla fine della seconda stagione, Liv gli rivela di essere una zombie.
- Ravi Chakrabarti (stagioni 1-5), interpretato da Rahul Kohli, doppiato da Edoardo Stoppacciaro.
Medico legale e capo di Liv; conosce il segreto della ragazza e cerca di aiutarla a trovare una cura per la sua condizione. Lavorava per il Centro di controllo e prevenzione malattie, ma venne licenziato per la sua ossessione nel prepararsi in caso di attacco con armi biologiche.
- Major Lilywhite (stagioni 1-5), interpretato da Robert Buckley, doppiato da Paolo Vivio.
Ex fidanzato di Liv, che lo lascia per evitare che possa essere contagiato anche lui.
- Blaine McDonough (stagioni 1-5), interpretato da David Anders, doppiato da Alessandro Quarta.
Detto DeBeers, è uno spacciatore divenuto zombie la cui droga è la causa dell'epidemia zombie.
- Peyton Charles (stagioni 3-5; ricorrente stagioni 1-2), interpretata da Aly Michalka, doppiata da Francesca Manicone.
Migliore amica e compagna di stanza di Liv, se ne va quando scopre la verità. Peyton torna nei primi episodi della seconda stagione e il suo personaggio viene promosso a series regular a partire dalla terza stagione.
- Angus McDonough (stagione 4; ricorrente stagioni 2-3), interpretato da Robert Knepper, doppiato da Stefano De Sando.
Padre di Blaine.
- Donald Everhart (stagione 5; ricorrente stagioni 2-4), interpretato da Bryce Hodgson.
Detto Don E., è gemello di Scott E. e alleato di Blaine.

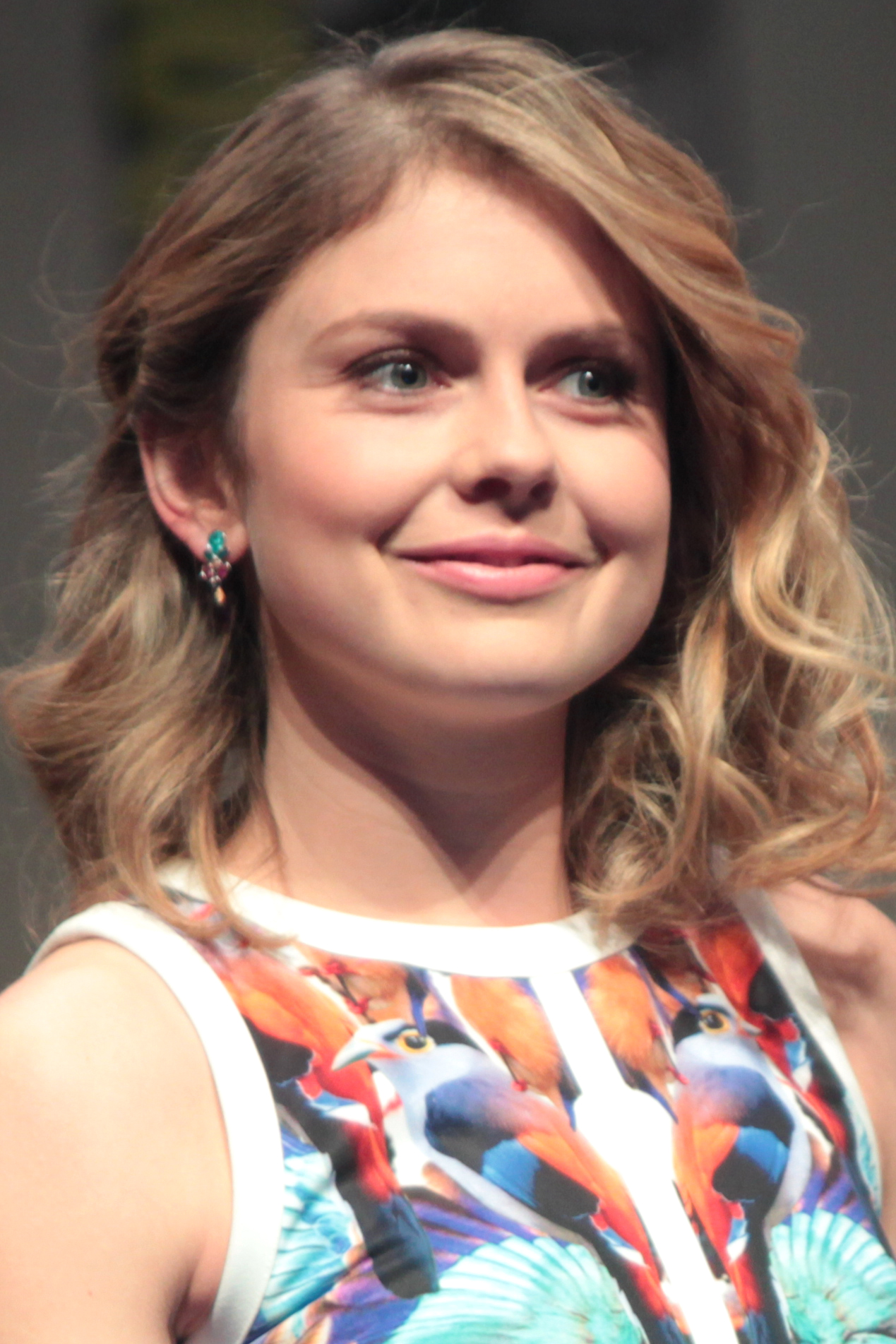
Rose McIver interpreta Liv Moore
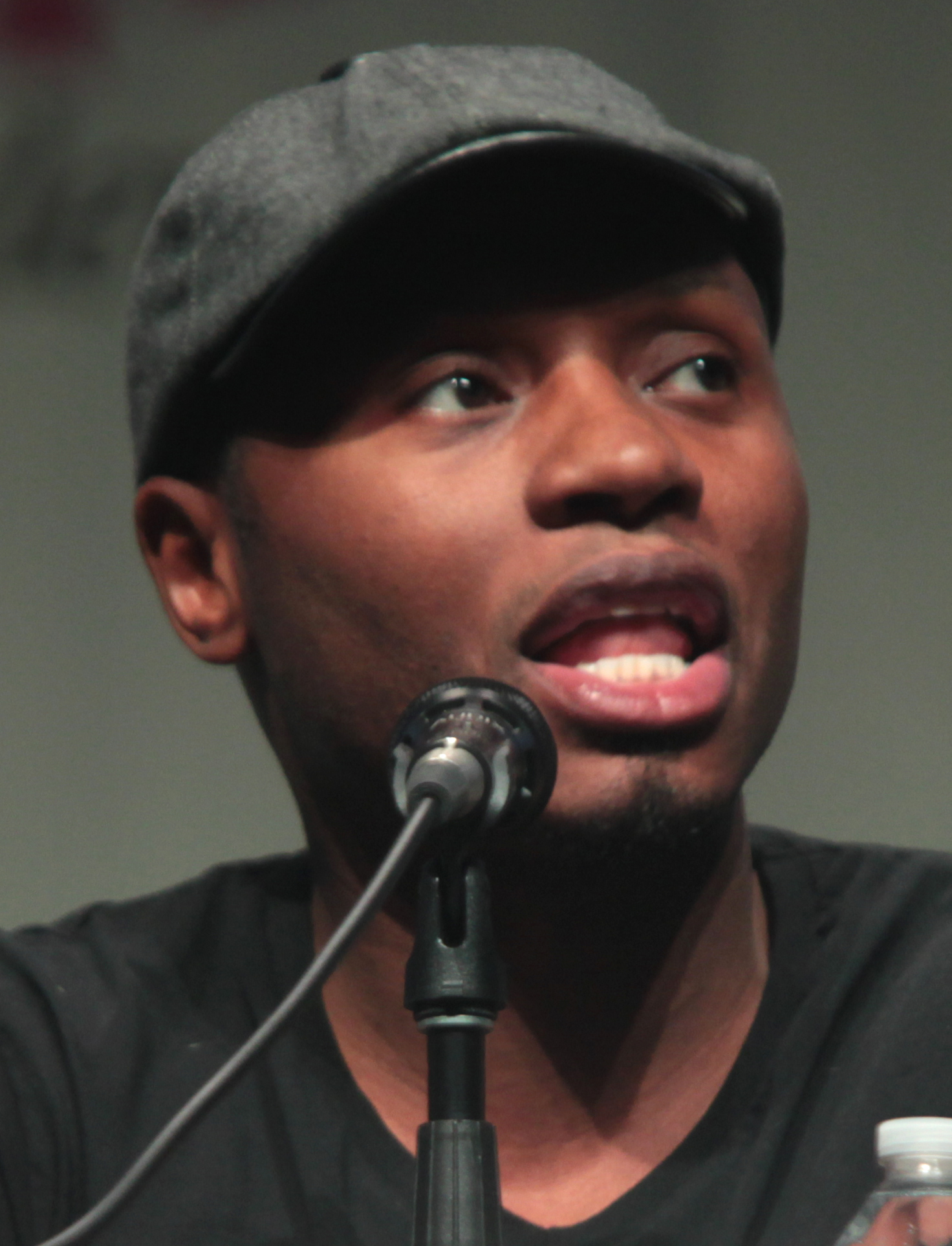
Malcolm Goodwin interpreta Clive Babineaux
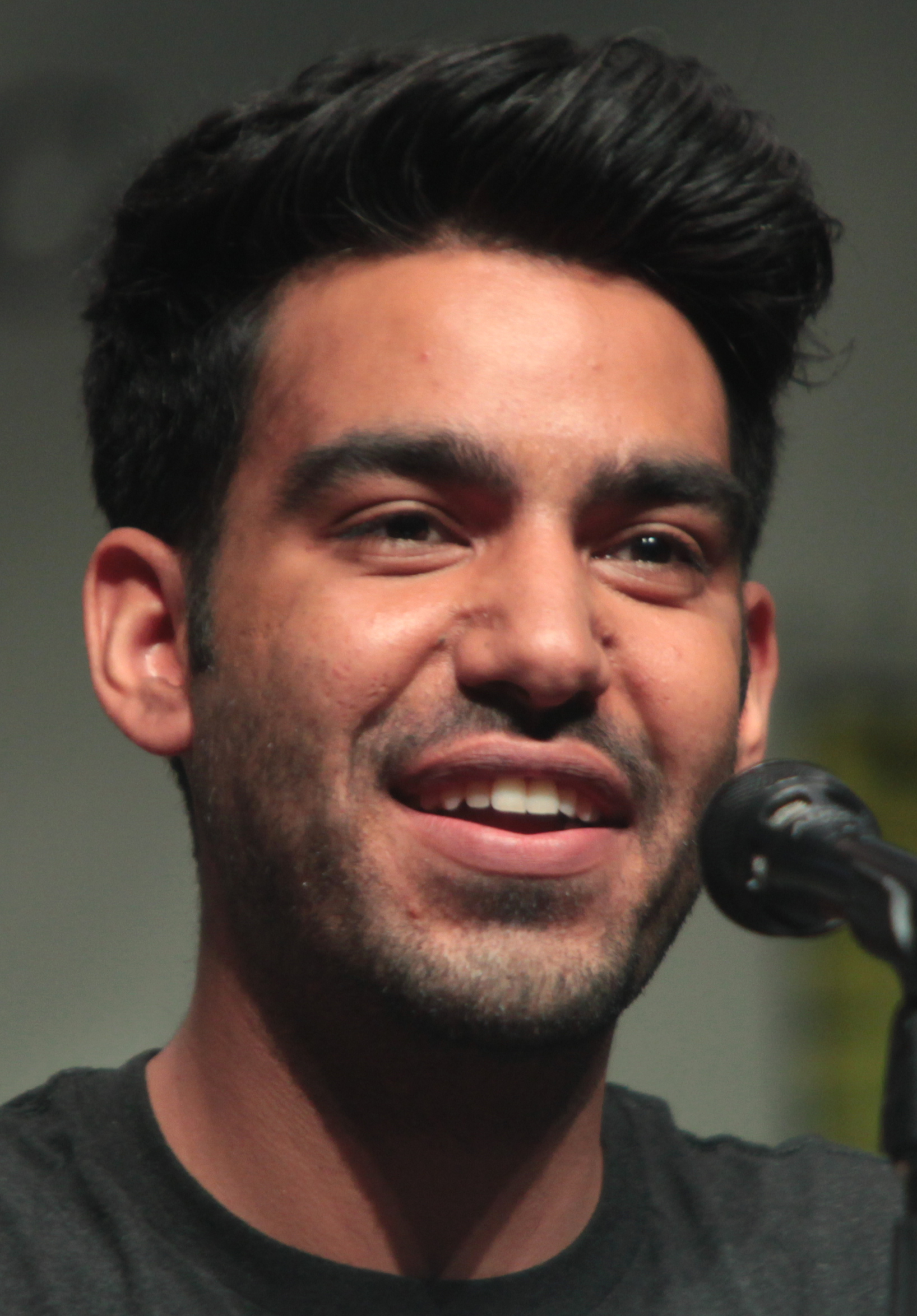
Rahul Kohli interpreta Ravi Chakrabarti
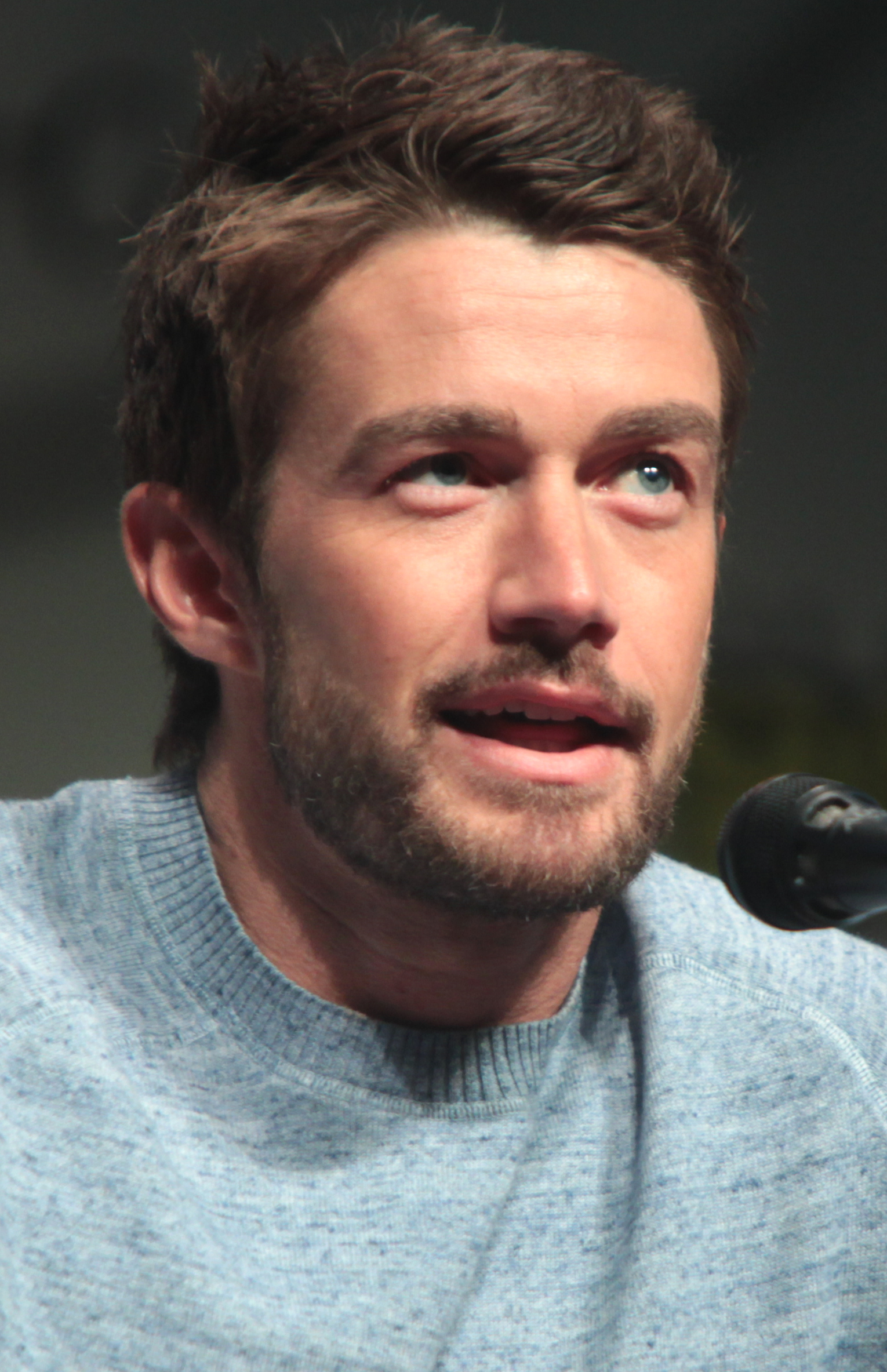
Robert Buckley interpreta Major Lilywhite
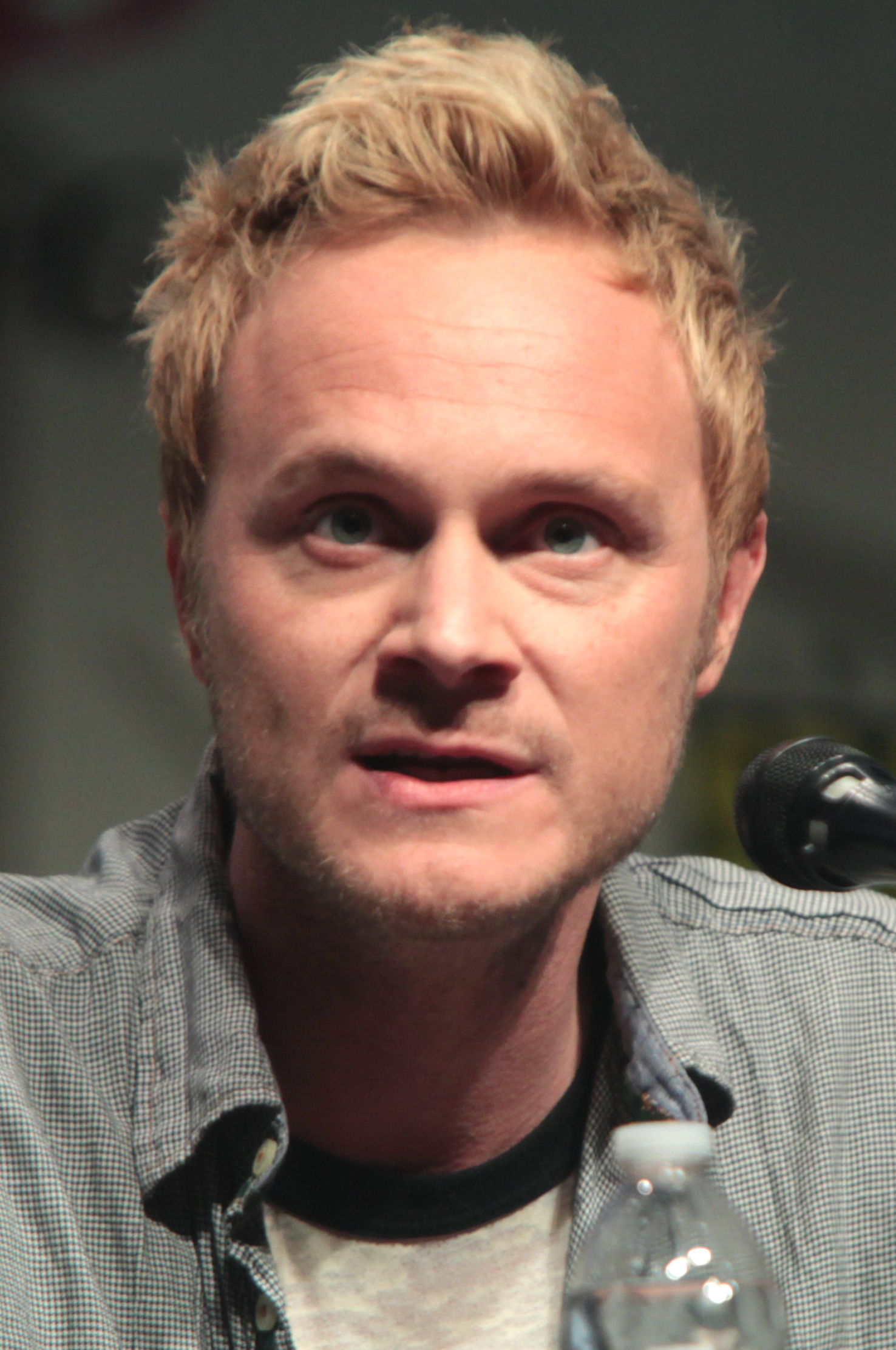
David Anders interpreta Blaine DeBeers
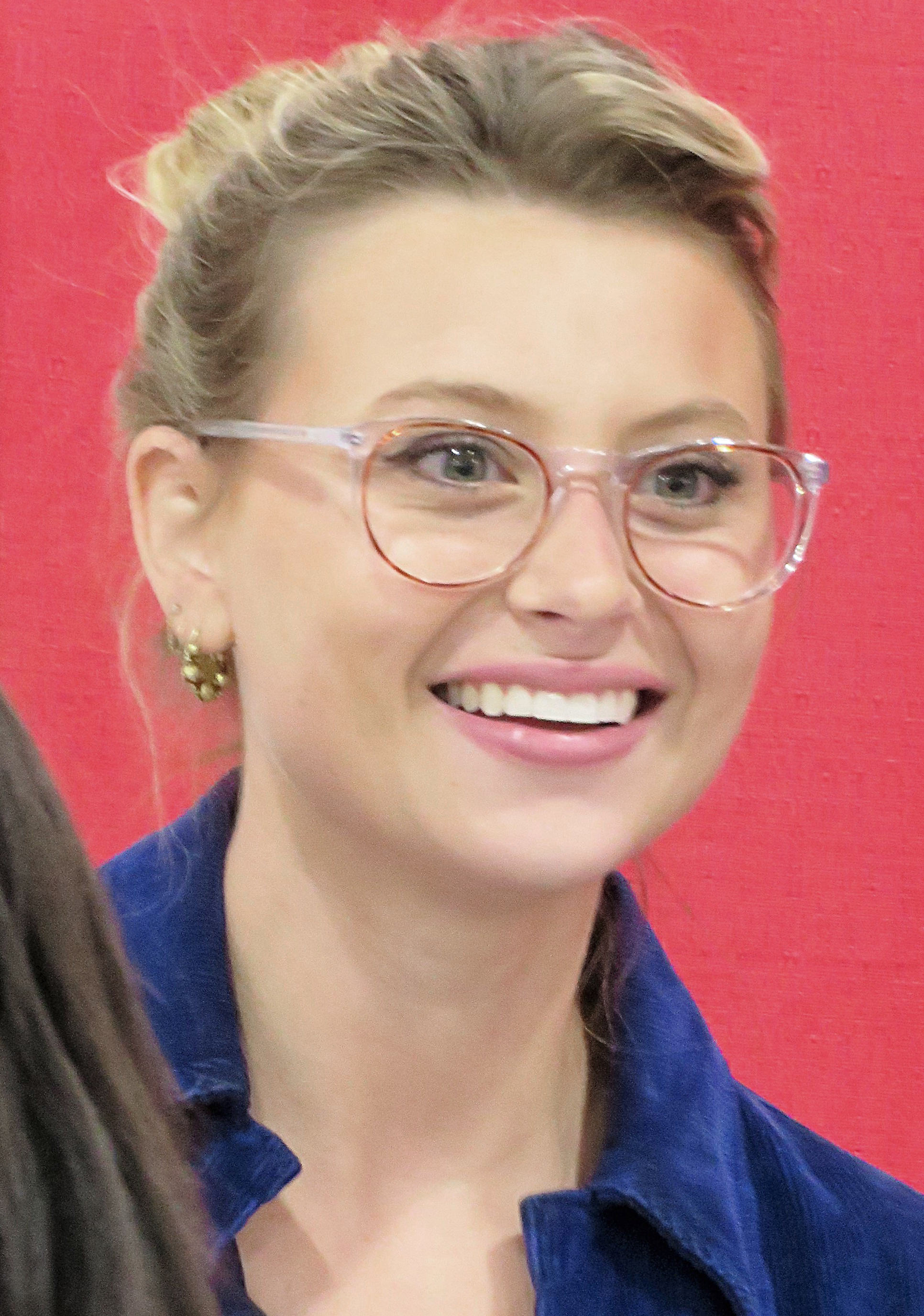
Aly Michalka interpreta Peyton Charles
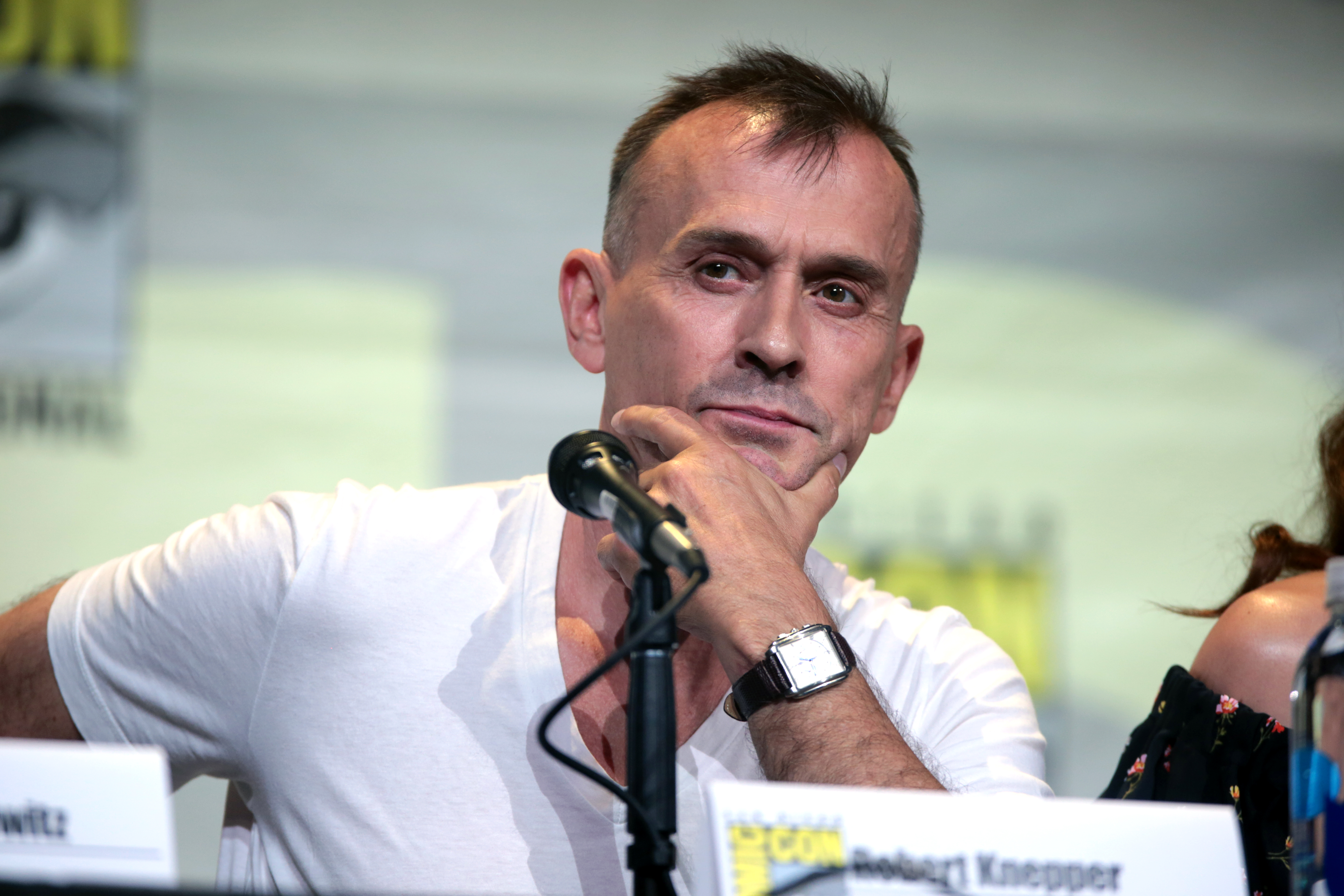
Robert Knepper interpreta Angus McDonough

### Personaggi secondari
- Johnny Frost (stagione 1-5), interpretato da Daran Norris, doppiato da Giorgio Locuratolo.
Uomo delle previsioni del tempo con un propensione alle donne facili che collabora spesso con Liv e Clive nelle loro indagini.
- Suzuki (stagione 1), interpretato da Hiro Kanagawa, doppiato da Massimo Rinaldi.
È un tenente e superiore di Clive, che segretamente è uno zombie al servizio di Blaine.
- Eva Moore (stagioni 1-2), interpretata da Molly Hagan, doppiata da Antonella Rinaldi.
È la madre di Liv ed è amministratrice in un ospedale. La madre taglia i rapporti con lei dopo che Liv si è rifiutata di donare a suo fratello il sangue per salvarlo.
- Evan Moore (stagioni 1-2), interpretato da Nick Purcha, doppiato da Gabriele Patriarca.
È il fratello minore di Liv. Taglia i rapporti con la sorella dopo che Liv si è rifiutata di donargli il sangue per salvarlo.
- Julien Dupont/Candyman (stagione 1), interpretato da Aleks Paunovic, doppiato da Roberto Draghetti.
Uno sgherro zombie che lavora per Blaine.
- Lowell Tracey (stagione 1), interpretato da Bradley James, doppiato da Stefano Crescentini.
È un musicista ed è innamorato di Liv, con la quale intraprende una relazione.
- Vaughn Du Clark (stagioni 1-2), interpretato da Steven Weber, doppiato da Angelo Maggi.
È l'amministratore della Max Rager, una compagnia che produce una bevanda energetica sotto indagine, fa esperimenti sugli zombie.
- Gilda (stagioni 1-2), interpretata da Leanne Lapp, doppiata da Valentina Favazza.
È la figlia di Vaughn e sua assistente incaricata di spiare Liv come sua compagna di stanza, intraprenderà una relazione sessuale con Major.
- Chief (stagioni 2-3), interpretato da Andre Tricoteux.
 Zombie muto alle dipendenze di Blaine.
- Dale Bozzio (stagione 2-5), interpretata da Jessica Harmon, doppiata da Laura Lenghi.
È un agente dell'FBI, intraprenderà una relazione con il detective Babineaux.
- Cavanaugh (stagione 2-5), interpretato da Robert Salvador, doppiato da Francesco Pezzulli.
Collega di Clive della polizia di Seattle.
- Stacey Boss (stagione 2-5), interpretato da Eddie Jemison, doppiato da Luigi Ferraro.
Un signore del crimine che controlla la maggior parte della criminalità in città. È un contabile altamente qualificato.
- Drake Holloway (stagioni 2-3), interpretato da Greg Finley, doppiato da Andrea Mete.
Scagnozzo di Boss e nuovo interesse amoroso di Liv, viene trasformato da Liv.
- Vivian Stoll (stagioni 2-3), interpretata da Andrea Savage, doppiata da Francesca Fiorentini.
 Capo dell'organizzazione paramilitare Fillmore Graves, costituita interamente da zombie.
- Floyd Baracus (stagioni 2-4), interpretato da Kurt Evans, doppiato da Massimo Rossi.
 Procuratore distrettuale, che diventerà uno zombie.
- Justin Bell (stagione 3-5), interpretato da Tongayi Chirisa, doppiato da Nanni Baldini.
È un soldato zombie della Fillmore Graves, amico di Major nonché interesse amoroso di Liv.
- Chase Graves (stagioni 3-4), interpretato da Jason Dohring, doppiato da Emiliano Coltorti.
È il cognato di Vivian, è un soldato zombie e amministratore delegato della Fillmore Graves.

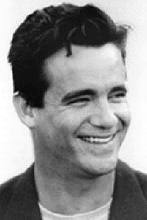
Daran Norris interpreta Johnny Frost
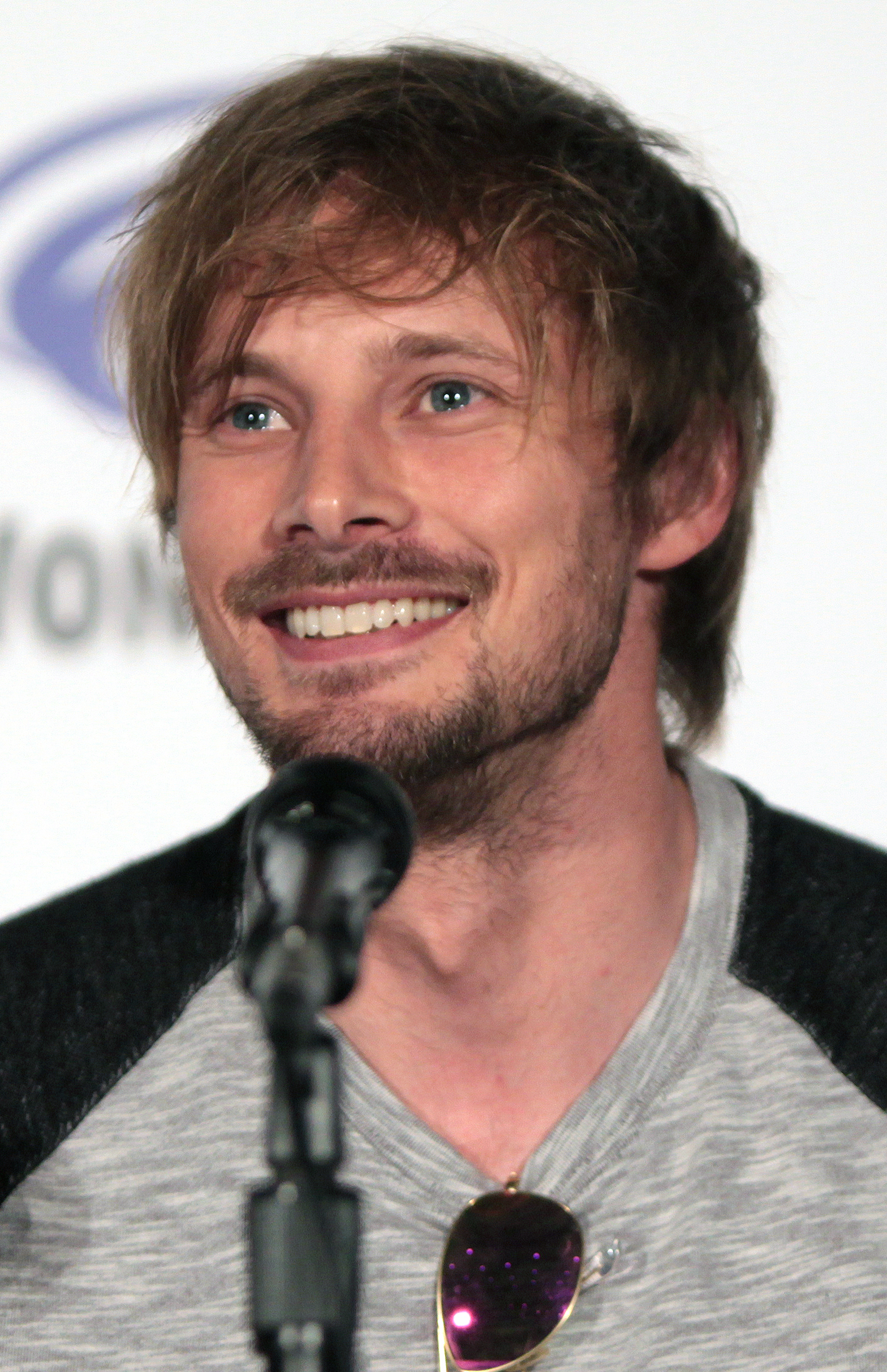
Bradley James interpreta Lowell Tracey
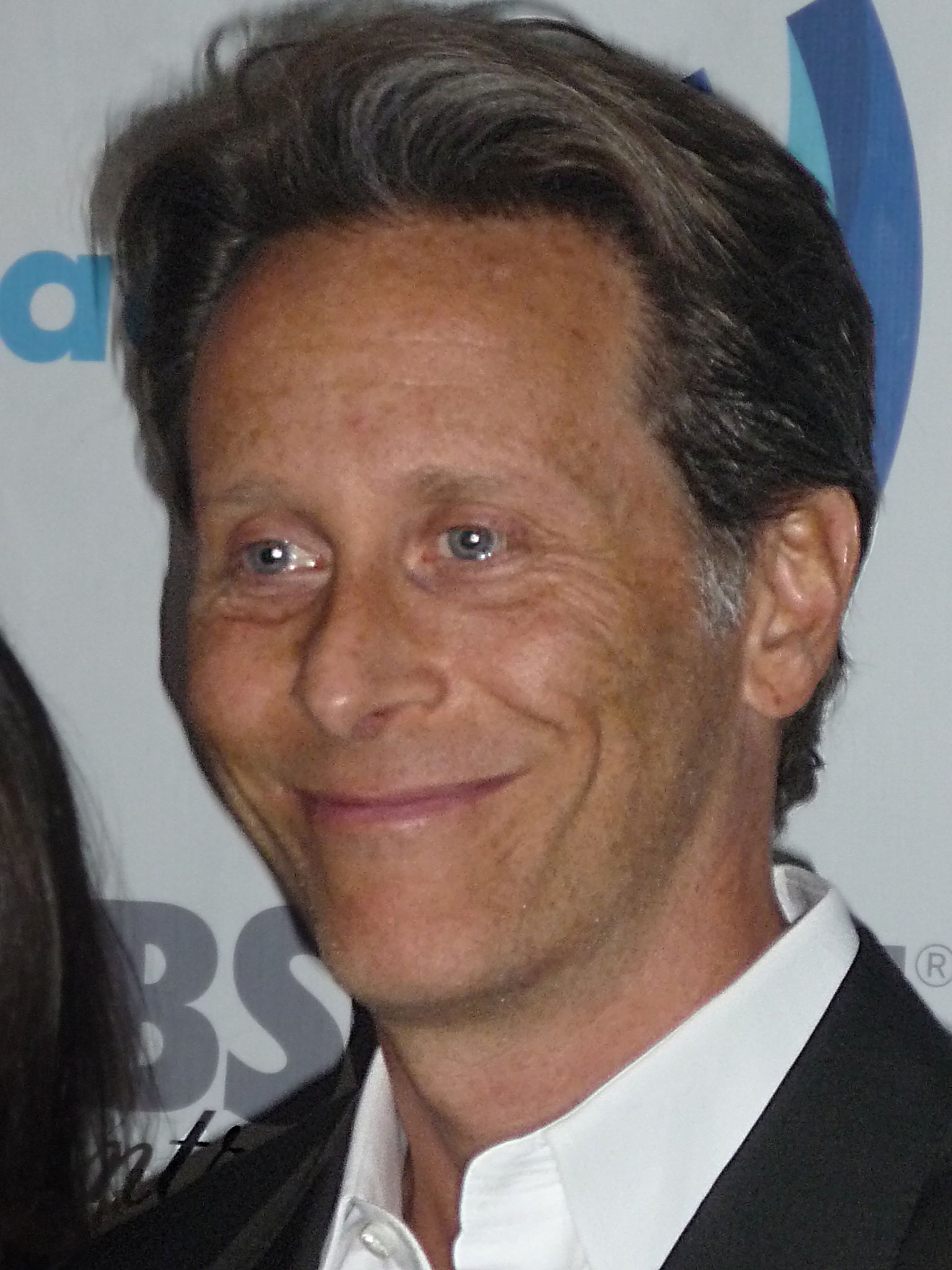
Steven Weber interpreta Vaughn Du Clark
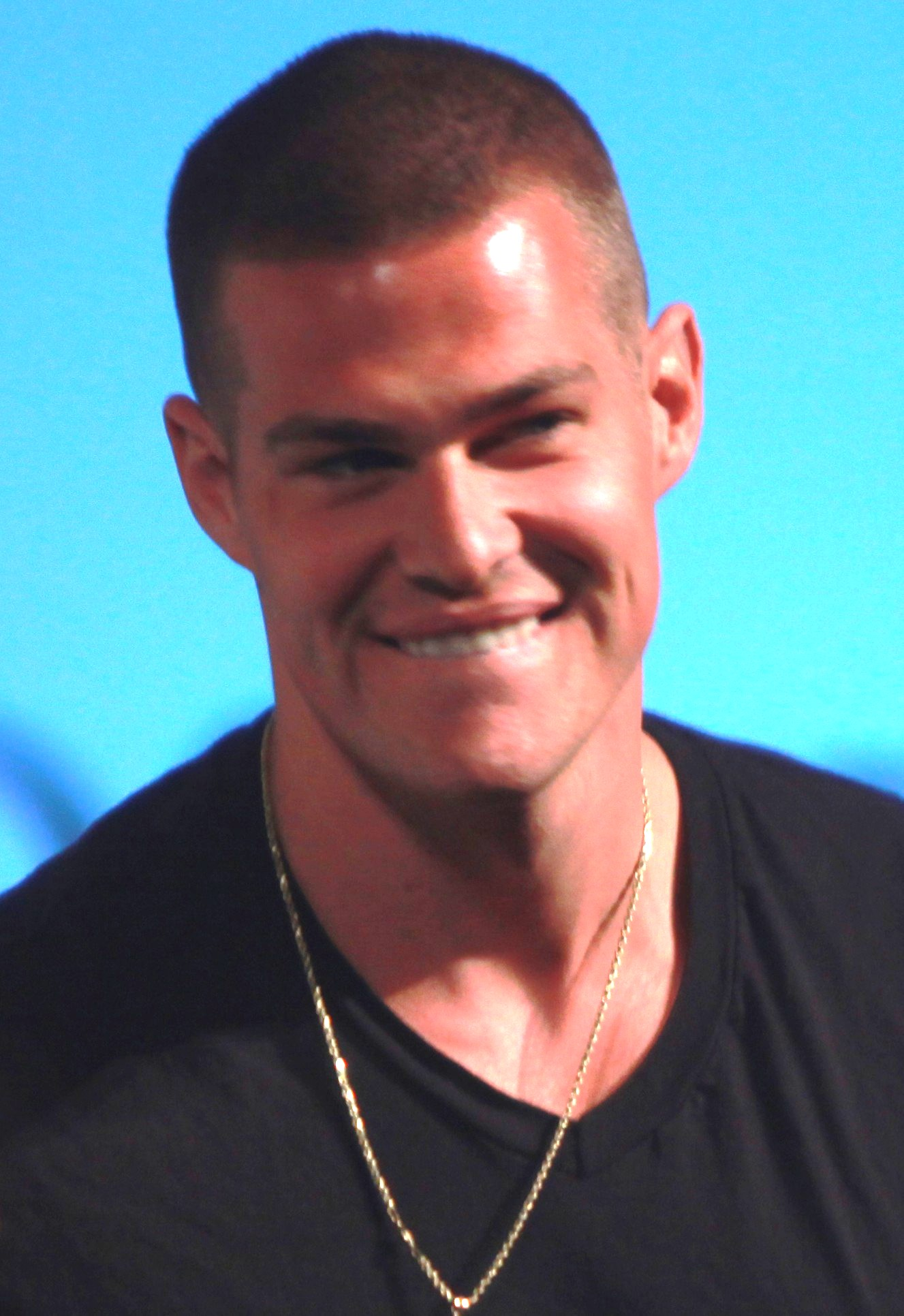
Greg Finley interpreta Drake Holloway
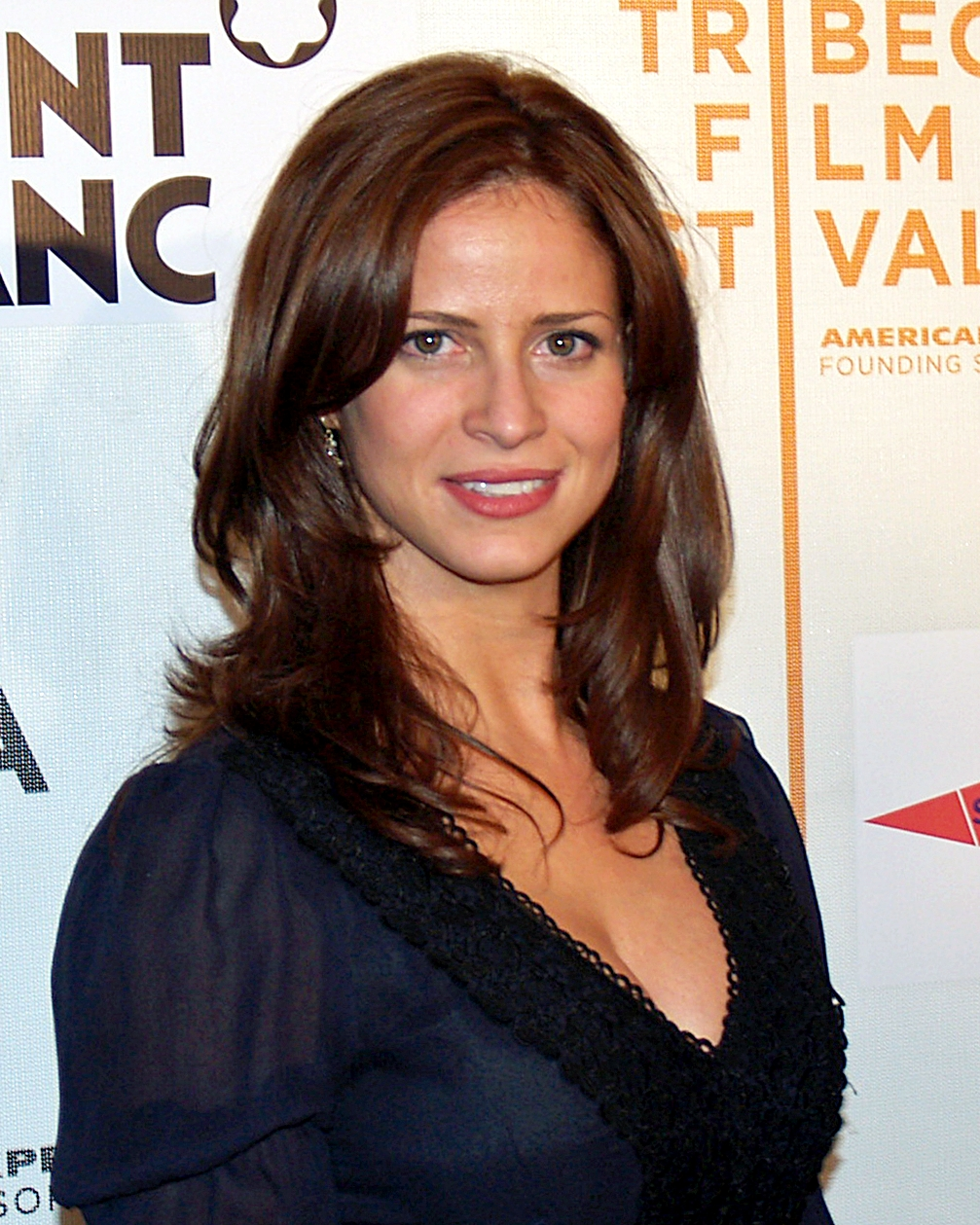
Andrea Savage interpreta Vivian Stoll
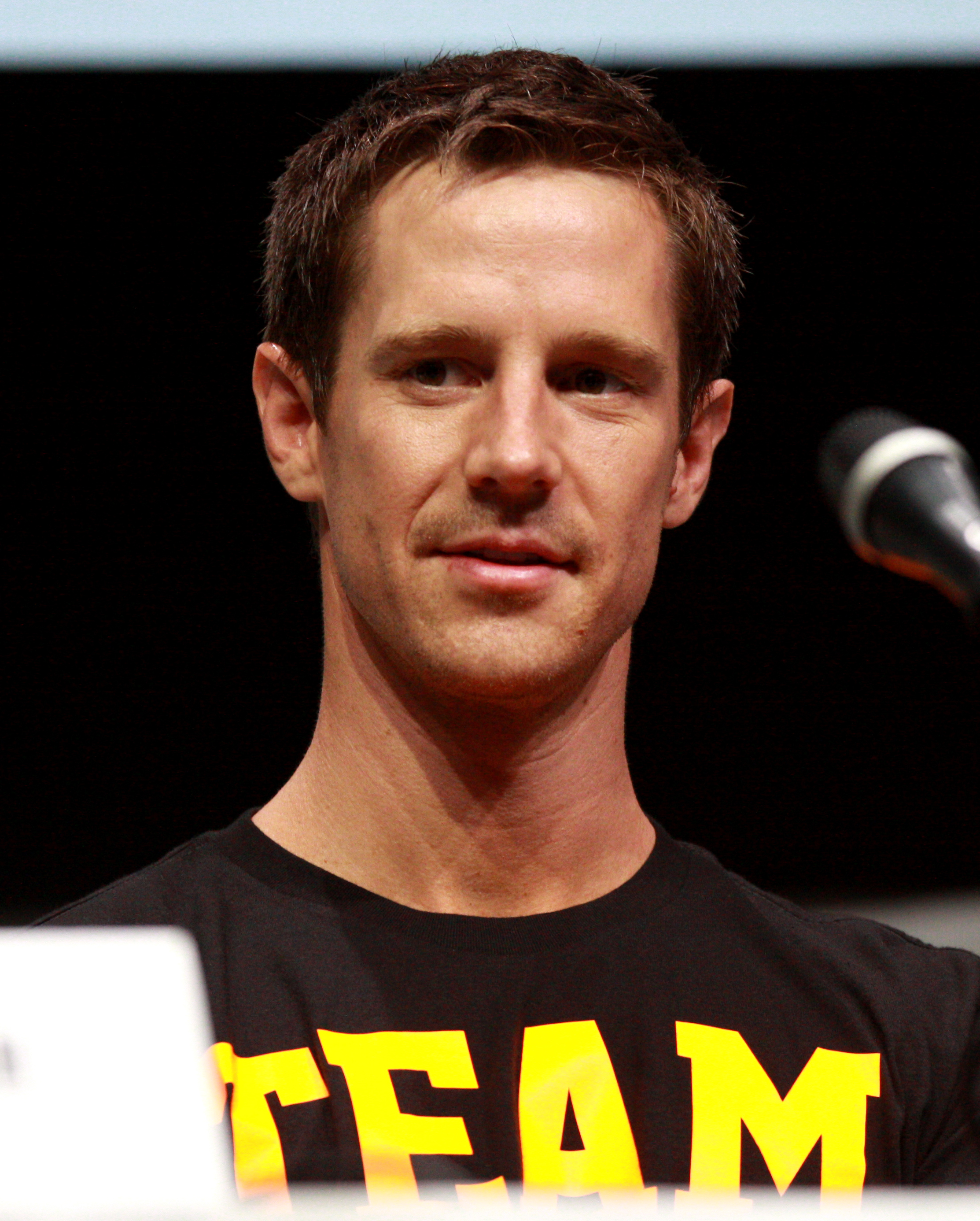
Jason Dohring interpreta Chase Graves

## Produzione
La serie è un adattamento dell'omonimo fumetto scritto da Chris Roberson e Michael Allred, pubblicato dal 2010 al 2012 dalla Vertigo e nel 2011 candidato all'Eisner Award per la miglior nuova serie. Nel novembre 2013 The CW annunciò di star lavorando a una trasposizione del fumetto, curata da Rob Thomas e Diane Ruggiero, i quali avevano già lavorato insieme per Veronica Mars - Il film; il 29 gennaio 2014 viene ordinata la produzione di un episodio pilota.
L'adattamento si differenzia dal fumetto, nel quale compaiono anche altri tipi di mostri; Thomas ha spiegato di aver scelto di seguire uno stile più semplice e leggero strutturando la serie come un procedural, con un "caso della settimana" in ogni episodio.
Per il ruolo della protagonista, Olivia "Liv" Moore venne scelta Rose McIver dopo un lungo processo di casting. Facevano parte del cast principale anche Alexandra Krosney e Nora Dunn nei panni di Peyton Charles e Eva Moore, ma dopo la produzione del pilot le due attrici vennero sostituite da Aly Michalka e Molly Hagan, e i loro ruoli vennero cambiati da principali a ricorrenti.
La sequenza di apertura della serie è disegnata da Michael Allred, principale disegnatore del fumetto originale.
La serie è girata nei pressi di Vancouver. L'8 maggio 2014 The CW ha confermato la produzione di una prima stagione di tredici episodi, trasmessa dal 17 marzo 2015. Il 6 maggio dello stesso anno la serie è stata rinnovata per una seconda stagione, mentre l'11 marzo 2016 è stata annunciata anche la creazione di una terza stagione. Il 10 maggio 2017 The CW ha annunciato una quarta stagione, poi trasmessa dal 26 febbraio 2018. Il 12 maggio 2018 The CW ha annunciato una quinta stagione. Il 17 maggio 2018 viene annunciato che la quinta stagione sarà l'ultima. Il 10 gennaio 2019 The CW annuncia che la quinta stagione sarà l'ultima, e verrà trasmessa dal 2 maggio 2019 sul loro canale.

## Accoglienza
La serie è stata accolta positivamente dalla critica. Sull'aggregatore di recensioni Rotten Tomatoes registra un indice di gradimento del 92% con un voto medio di 7,7 su 10 basato su 49 recensioni e un giudizio riassuntivo che recita: «Una variante divertente sulla tendenza zombie, iZombie è rinfrescante e diversa, forse troppo orientata ai giovani per risonare con il pubblico adulto». Su Metacritic ottiene invece un punteggio di 74 su 100 basato su 30 pareri professionali. Amy Ratcliffe di IGN ha conferito all'episodio pilota un voto di 8,4 su 10, lodando l'atmosfera dello show e l'interpretazione di Rose McIver.